# Albi Volley-Ball - USSPA
Maillots
Albi Volley-Ball - USSPA est un club féminin de volley-ball français basé à Albi. Depuis 2015, après un dépôt de bilan, il s'appelle VBA (Volley-ball Albi). Il évolue en Nationale 3 pour la saison 2018/2019.
Claude Martin retrace dans un livre publié en décembre 2021 intitulé "Les heures de gloire du volley-ball albigeois" l’aventure de l’USSPA, longtemps au plus haut niveau national.

## Historique
- 1951 : Création de l'USSPA Albi multisports
- 1975 : Ouverture de la section volley-ball, le club évolue en UFOLEP
- 1977 : Première équipe féminine inscrite en UFOLEP
- 1979 : Inscription de l'équipe féminine à la FFVB
- 1982 : Accession des féminines à la Nationale 3, pour une saison
- 1984 : Fusion avec l'autre club albigeois
- 1985 : Accession en Régionale 1
- 1986 : Accession des féminines à la Nationale 3
- 1988 : Accession des féminines à la Nationale 2
- 1990 : Vice-champion de France de Nationale 2, accession en Nationale 1B
- 1995 : Champion de France de Nationale 1B et accession en Nationale 1A.
- 1999 : 3ème place de Pro A (ex-Nationale 1A) ; 1ère participation à une Coupe d'Europe : la Coupe de la CEV
- 2001 : Première finale de Coupe de France
- 2002 : 1/4 de finale de la Top Teams Cup
- 2003 : Deuxième finale de Coupe de France
- 2006 : Troisième finale de Coupe de France
- 2007 : 3ème place de Pro A ; 1/4 de finale de la Top Teams Cup
- 2008 : 3ème place de Pro A. L'USSPA Albi Volley-Ball prend progressivement le nom d'Albi Volley au cours de la saison 2007/2008, afin d'éviter toute confusion avec UPSA (Médicaments) et USAP (rugby Perpignan).
- 2009 : 1/4 de finale de la Challenge Cup. Rétrogradation administrative en Nationale 1 pour des problèmes financiers après 14 saisons consécutives au plus haut niveau hexagonal.
- 2012 : Vice-Champion de France de DEF (ex-Nationale 1) et accession en Ligue A (ex-Pro A)
- 2013 : Relégation en Elite (ex-DEF)
- 2015 : Dépôt de bilan. Création d'un nouveau club : le VBA (Volley-Ball Albigeois) qui débute en Régionale 2 pour la saison 2015/2016 [2]
- 2016 : Accession à la Régionale 1 pour la saison 2016/2017
- 2017 : Accession à la Pré-Nationale pour la saison 2017/2018
- 2018 : Accession à la Nationale 3 pour la saison 2018/2019 [3]

## Palmarès

Ancien logo.

- Championnat de France de Pro A (1ère division)
  - 3ème : 1999, 2007, 2008

- Championnat de France de Nationale 1 de volley-ball féminin|Championnat de France de Nationale 1B/DEF (2ème division)
  - Champion : 1995
  - Vice-champion : 2012

- Coupe de France de volley-ball féminin|Coupe de France
  - Finaliste : 2001, 2003, 2006

- Coupe d'Europe
  - 1/4 de finale de la Top Teams Cup : 2002, 2007
  - 1/4 de finale de la Challenge Cup : 2009

## Effectifs

### Saison 2012-2013
| No                                       | Nom                                      | Date de naissance                        | Taille                         | Poids                          | Poste                          |
| ---------------------------------------- | ---------------------------------------- | ---------------------------------------- | ------------------------------ | ------------------------------ | ------------------------------ |
| 1                                        | Emeli Carolina Schaffer                  | 11 décembre 1985                         | 187                            |                                | Attaquante/Centrale            |
| 2                                        | Oriane Amalric                           | 11 octobre 1990                          | 172                            |                                | Passeuse                       |
| 3                                        | Gergana Dokuzova                         | 21 janvier 1986                          | 179                            |                                | Libero                         |
| 4                                        | Stéphanie Lecoq                          | 24 août 1989                             | 185                            |                                | Centrale                       |
| 5                                        | Mathilde Puech                           | 27 juillet 1995                          | 168                            |                                | Libero                         |
| 6                                        | Tsvetelina Nikolova                      | 23 septembre 1990                        | 178                            |                                | Passeuse                       |
| 7                                        | Tetyana Bunak                            | 24 mai 1975                              | 186                            |                                | Réceptionneuse-attaquante      |
| 8                                        | Emilie Martin                            | 6 juin 1989                              | 175                            |                                | Attaquante                     |
| 10                                       | Evangella Sanders                        | 9 février 1990                           | 183                            |                                | Passeuse                       |
| 11                                       | Tania Schatow                            | 3 juillet 1989                           | 194                            |                                | Centrale                       |
| 13                                       | Ivana Dinić                              | 23 septembre 1986                        | 182                            |                                | Réceptionneuse-attaquante      |
| 14                                       | Soraya dos Santos                        | 17 juillet 1979                          | 184                            |                                | Attaquante                     |
|                                          |                                          |                                          |                                |                                |                                |
| Encadrement technique                    | Encadrement technique                    |                                          | Légende                        | Légende                        | Légende                        |
| Entraîneur : Jean-René Akono             | Entraîneur : Jean-René Akono             | Entraîneur : Jean-René Akono             | : Capitaine                    | : Capitaine                    | : Capitaine                    |
| Entraîneur(s) adjoint(s) : Éric Barrière | Entraîneur(s) adjoint(s) : Éric Barrière | Entraîneur(s) adjoint(s) : Éric Barrière | : Joueuse blessée actuellement | : Joueuse blessée actuellement | : Joueuse blessée actuellement |

Saisons précédentes

## Joueuses célèbres ou marquantes
- Virginie Kadjo
- Anne Andrieux
- Agnès Laffiteau